# Stefan Fernholm
Bengt Stefan Fernholm, född 2 juli 1959, Norrköping död 11 mars 1997, Västerås var en svensk friidrottare, aktiv i kula och diskus under 1980- och 1990-talet.
Fernholm slog igenom som kulstötare i början av 1980-talet, som bäst nådde han 19,99. Därefter drabbades han av en båtbensskada och tre diskbråck som kom att påverka stora delar av hans karriär. Efter flytt till USA bytte han gren till diskus och på sommaren 1983 lyckades han med flera kast över 60 meter. Året därefter tog han en meriterande åttondeplats vid OS i Los Angeles.
Under resten av 1980-talet fortsatte framgångarna och 1987 segrade han i såväl finnkampen som  Europacupen samt noterade personligt rekord med 68,30 men framgångarna i stora mästerskap uteblev. Han blev exempelvis utslagen i kvalet vid VM i Rom 1987. När två av landslagskamraterna, Göran Svensson och Lars Sundin, i mitten av 1980-talet åkte fast för dopning sjönk även Fernholms resultat (i likhet med stora delar av övriga världseliten) högsta-lägsta nivå med ett par meter.
Efter ett uppehåll i början på 1990-talet p.g.a. motivationsbrist och flera skador kom Fernholm tillbaka till säsongerna 1995-1996 då han kastade strax över 65 m och kvalificerade sig till finalen vid VM i Göteborg. Han kvalade även in till OS i Atlanta, men avstod från att åka då han återigen skadat sig.
I mars 1997 var Fernholm mitt inne i en utbildning till sjukgymnast när han plötsligt avled. Den 3 augusti 2008 porträtterades Fernholm och hans öde i en dokumentär av Tom Alandh i SVT:s satsning inför OS i Peking. Stefan Fernholm är gravsatt på Hovdestalund i Västerås

## Meriter
- OS 1984 - 8:e plats
- EM 1986 - 10:e plats
- VM 1991 - utslagen i kvalet
- EM 1990 - 11:e plats
- VM 1991 - inget resultat
- VM 1995 - 12:e plats i diskus
- OS 1996 - kvalade in men avstod p.g.a. skada